# Leila de Lima
Leila de Lima, tên đầy đủ là Leila Norma Eulalia Josefa Magistrado de Lima, (sinh 27 tháng 8 năm 1959) là một luật sư Philippines, nhà hoạt động nhân quyền và chính trị gia. Bà được Tổng thống Gloria Macapagal-Arroyo bổ nhiệm làm chủ tịch Ủy ban Philippines về Nhân quyền vào tháng năm 2008 và bà làm việc trong ủy ban này cho đến ngày 30 tháng 6 năm 2010, khi bà được Tổng thống Benigno S. Aquino III bổ nhiệm làm bộ trưởng Bộ Tư pháp Philippines. Bà từ chức chúc vụ này vào ngày 12 Tháng 10 năm 2015 để tập trung vào việc ứng cử cho một ghế trong Thượng viện Philippines. Bà giành được một trong 12 ghế được bầu và hiện đang phục vụ như một thượng nghị sĩ Philippines tại Quốc hội thứ 17 của Philippines.